# Боровці (Хорватія)
43°06′ пн. ш. 17°32′ сх. д. / 43.10° пн. ш. 17.53° сх. д.
Боровці (хорв. Borovci) — населений пункт у Хорватії, у Дубровницько-Неретванській жупанії у складі громади Кула Норинська.

## Населення
Населення за даними перепису 2011 року становило 23 осіб.
Динаміка чисельності населення поселення: